# Ichigo 100%
Ichigo 100% (いちご100％, litt. 100 % fraise) est un shōnen manga romantique de Mizuki Kawashita, publié entre 2002 et 2005 dans le Weekly Shōnen Jump. La série compte 19 volumes.
En France, la série est publiée par les éditions Tonkam. Le premier volume a la particularité d'être parfumé à la fraise.
À la suite du succès du manga, une OAV, sortie en septembre 2004, et une série télévisée d'animation de 12 épisodes diffusée du 5 avril 2005 au 21 juin 2005 sur Animax et TV Asahi, ont été adaptées au Japon. Quatre autres OAV ont suivi fin 2005.
En France, 
12 épisodes sont sortis

## Résumé de l'histoire
Junpei Manaka est un collégien japonais passionné de cinéma. Comme chaque soir, il se rend sur le toit de son collège : c'est là qu'il fait la connaissance d'une jeune fille superbe mais décoiffée dont il tombe aussitôt amoureux. Malheureusement, celle‑ci s'en va en courant, et le seul souvenir précis que Manaka en garde est le motif de sa culotte : des fraises (ichigo). Manaka s'aperçoit que dans l'affolement, la jeune fille a perdu un cahier.
Le lendemain, Aya Tōjō, une fille de sa classe, coiffée de couettes et portant des lunettes, lui apprend que le cahier lui appartient. Par ailleurs, Okusa et Komiyama, les amis de notre héros, pensent tous deux que la fille à la culotte aux motifs de fraises n'est autre que Tsukasa Nishino, la fille la plus populaire du collège, qui prétend porter ce genre de sous‑vêtements. Manaka décide alors de lui déclarer sa flamme sans même savoir s'il s'agit là de la fille qu'il recherche. Contre toute attente, Nishino accepte de sortir avec lui, au grand bonheur de Manaka.
Mais ce dernier découvre peu après que Tōjō possède, elle aussi, une culotte similaire. Commence alors sa quête afin de découvrir qui est la fille dont il est réellement amoureux.

## Les personnages
Junpei Manaka (真中 淳平, Manaka Junpei)
C'est un collégien moyen au début de la série, il rêve de devenir un grand réalisateur. Indécis sur ses sentiments, n'ayant pas les résultats scolaires à la hauteur de ses ambitions, il doit conjuguer amours et cinéma.
Au début de l'histoire il tombe amoureux d'une mystérieuse jeune fille portant une culotte à fraises.
Aya Tōjō (東城 綾, Tōjō Aya)
C'est une excellente élève aux beautés cachées, elle aide Manaka dans ses projets cinématographiques, mais est trop timide pour lui confier ses sentiments. Elle est la fille portant une culotte à fraises dont Manaka est amoureux sans le savoir.
Tsukasa Nishino (西野 つかさ, Nishino Tsukasa)
C'est une jeune fille populaire, l'attitude qu'elle adopte envers Manaka est énigmatique au début de la série. Sa relation avec lui variera, alors qu'elle trouve sa vocation dans la confection de pâtisseries.
Satsuki Kitaōji (北大路 さつき, Kitaōji Satsuki)
C'est la camarade de classe de Manaka au lycée, elle développe une passion fougueuse pour lui.
Yui Minamito (南戸 唯, Minamito Yui)
C'est une amie d'enfance de Manaka, elle souhaite intégrer le même lycée que Nishino.
Note : Les noms de Tōjō (est), Nishino (ouest), Kitaōji (nord) et Minamito (sud) font chacun référence à un point cardinal, tandis que celui de Manaka (真中) évoque le centre.
Rikiya Komiyama (小宮山 力也, Komiyama Rikiya)
C'est un ami de Manaka, souvent plus malchanceux que lui en amour. Il est souvent moqué par les personnages féminins à cause de son apparence physique.
Hiroshi Sotomura (外村 ヒロシ, Sotomura Hiroshi)
C'est un ami de Manaka passionné par les jolies filles dont il fait l'éloge sur ses sites internet. Il est souvent le conseiller de Manaka dans ses déboires.
Misuzu Sotomura (外村 美鈴, Sotomura Misuzu)
C'est la sœur cadette du précédent, elle participe très activement au club cinématographique de Manaka, mais elle a un très fort caractère. Elle se retrouve souvent en conflit avec Satsuki.
Shiori Kurokawa (黒川 栞, Kurokawa Shiori)
C'est la professeure au lycée de Manaka, elle est conseillère du club cinématographique.
Chinami Hashimoto (端本 ちなみ, Hashimoto Chinami)
C'est une lolita capricieuse qui intègre le club cinématographique de Manaka par hasard.
Amachi (天地, Amachi)
C'est un playboy malgré lui qui tombe sincèrement amoureux de Tōjō.
Kozue Mukaï (向井 こずえ, Mukai Kozue)
Elle est peu habituée aux hommes, elle suit les classes préparatoires aux concours des universités avec Manaka. Elle en a une vision totalement fantasmée.

## Manga

### Fiche technique
- Édition japonaise : Shueisha
  - Nombre de volumes sortis : 19
  - Date de première publication : février 2002
  - Prépublication : Weekly Shonen Jump
- Édition française : Tonkam
  - Nombre de volumes sortis : 19
  - Date de première publication : 12 juillet 2006
  - Format : 120 mm × 180 mm
  - 192 pages par volume

## Anime

### Série télévisée
Une adaptation en série télévisée d'animation de 12 épisodes plus un bonus, a été diffusée sur TV Asahi du 5 avril 2005 au 21 juin 2005, à un rythme hebdomadaire.

#### Fiche technique
- Titre français : Ichigo 100%
- Titre original : いちご100％ (Strawberry 100%)
- Réalisation : Osamu Sekita
- Scénario : d’après Ichigo 100% de Mizuki Kawashita
- Direction artistique : Osamu Sekita
- Musique : Takayuki Negishi
- Charater design : Kiyotaka Nakahara
- Studio d'animation : Studio Madhouse
- Licencié par :
  -  Japon : Animax
  -  France : Kazé
- Nombre d’épisodes : 
  -  Japon : 12 + un bonus et 5 OAV
  -  France : 12 + un bonus et 5 OAV
- Durée : 25 minutes
- Dates de première diffusion :
  -  5 avril 2005 au 21 juin 2005 sur Animax et TV Asahi
  -  indéterminée
- Version française réalisée par :
  - Société de doublage : Pilon Studio Son[1]
  - Direction artistique : Karl-Line Heller[1]
  - Adaptation des dialogues : /

#### Liste des épisodes
1. La Vision des petites culottes en fraises
2. Période scolaire des élans de l'amour
3. Le Second Bouton pour souvenir
4. Les Hauts et Bas de la vie au lycée !
5. Panique dans ma chambre
6. Un cadeau très désiré
7. La Guerre nord-sud est ouverte !
8. Le rêve continue, encore une fois
9. Une Saint-Valentin chanceuse
10. Montrer son niveau de gratitude
11. Une nouvelle arrivante dangereuse
12. Une autre rencontre sous la pluie
13. (bonus) : Viens me chercher !

Note : Un épisode est également sorti en pay-per-view en décembre 2005, mettant en scène Yui et Manaka.[réf. souhaitée]

### OAV
Cinq OAV ont été tirées du manga à ce jour :
- Une OAV est parue en 2004 : Ichigo 100% Special - Jump Festa 2004 (Ichigo 100% - Koi ga Hajimaru!? Yureru kokoro ga Higashi e nishi e)[2], malgré sa création antérieure à celle de la série télévisée, son histoire se déroule juste après le 12e et dernier épisode de celle-ci.

- Les quatre autres OAV produites en 2005, font suite à la série télévisée et adaptent certains passages du manga[3].

#### Liste des OAV
1. Les amours débutent
2. L'Orageux festival du printemps de la brume de la nuit
3. L'Expédition à l'académie d'Oumi
4. Crise à la pension Sawayaka - Attention au propriétaire !
5. Un soudain revirement de sentiments !

### Doublage
| Personnages       | Voix japonaises  | Voix françaises  | Voix Française (Disney+) |
| ----------------- | ---------------- | ---------------- | ------------------------ |
| Junpei Manaka     | Kenichi Suzumura | Damien Laquet    | Benjamin Bollen          |
| Aya Tōjō          | Mamiko Noto      | Karl-Line Heller | Chantal Macé             |
| Tsukasa Nishino   | Megumi Toyoguchi | Justine Hostinkt | Karine Foviau            |
| Satsuki Kitaōji   | Sanae Kobayashi  | Dany Beneditto   | Ludivine Sagnier         |
| Yui Minamito      | Nana Mizuki      | Sandra Vandroux  | Maëlys Rideau            |
| Rikiya Komiyama   | Wataru Takagi    | Laurent Pasquier | Nessym Guetat            |
| Hiroshi Sotomura  | Yuji Ueda        | Laurent Pasquier | Franck Sportis           |
| Misuzu Sotomura   | Eriko Kawasaki   | Karl-Line Heller | Valérie Balchére         |
| Chinami Hashimoto |                  |                  |                          |
| Amachi            |                  |                  |                          |
| Kozue Mukaï       |                  |                  |                          |
| Shiori Kurokawa   | Mitsuki Saiga    | Dany Beneditto   | Anouck Hautbois          |
| Mère de Manaka    | Shoko Tsuda      |                  | Astrid Le mellot         |
| Okusa             | Takashi Kondō    | Pascal Gimenez   | Nathalie Bienaimé        |

## Produits dérivés

### DVD
En France, la série a été licenciée, éditée et distribuée par Kazé.

### Jeux vidéo
- Un jeu vidéo sur PlayStation 2, いちご100% ストロベリーダイアリー (Ichigo 100%: Strawberry Diary, en français Ichigo 100% : Journal intime de la fraise), sorti le [10 février 2005, édité par Tomy (voir lien externe)

### Autres
- Un calendrier 2005 est sorti en janvier 2005, en édition limitée.